# Francesco Sforza Cesarini
Francesco Sforza Cesarini, XXVI Conte di Santa Fiora, IX principe di Genzano, IV duca Sforza Cesarini (Genzano di Roma, 16 novembre 1840 – Roma, 13 giugno 1899), è stato un politico, patriota e militare italiano.
Fu senatore del Regno d'Italia nella XV legislatura.

## Biografia
Era il figlio maggiore del senatore Lorenzo Sforza Cesarini (1807-1866) e della nobildonna inglese Caroline Shirley (1818-1897), sposati nel 1837. Il fratello minore Bosio sposò la nobildonna Vincenza Santa Croce da cui ebbe Carolina, Sforza e Guido.
Francesco e il fratello Bosio, così come i loro genitori, erano convinti sostenitori del nuovo Regno d'Italia tanto da nascondere le armi degli insorti nei loro palazzi romani dopo la morte del padre Lorenzo nel 1867. Per questo motivo il Governo pontificio confiscò tutte le loro proprietà che vennero loro restituite da Vittorio Emanuele II dopo il suo ingresso a Roma nel 1871, reso possibile dalla presa di Porta Pia il 20 settembre 1870, accompagnato dallo stesso duca Francesco in veste di consigliere del re.

## Vita privata
Francesco sposò la nobildonna romana Principessa Vittoria Colonna  Doria Principessa di Paliano da cui ebbe due figli maschi: 
- Lorenzo Bosio, che sposò la Principessa Maria Torlonia
- Umberto.